# Raphaelle Porras y Ayllon
Raphaëlle-Marie Porras y Ayllon (en espagnol Rafaela María Porras Ayllón) —  Pedro Abad, 1er mars 1850 - Rome, 6 janvier 1925 — en religion Raphaëlle-Marie du Sacré-Cœur, est une religieuse fondatrice des Servantes du Sacré-Cœur et reconnue sainte par l'Église catholique. Selon le Martyrologe romain, elle est commémorée le 6 janvier.

## Biographie
Raphaëlle est née le 1er mars 1850 dans la région de Cordoue, elle était la fille du maire de Pedro Abad. Après la mort de leur père, elle et sa sœur Dolorès rejoignirent l'institut des Sœurs de Marie-Réparatrice en 1873.
Elle n'avait pas encore prononcé ses vœux quand, en 1877, elle partit pour fonder à Madrid, sous la direction des Jésuites,  les Esclaves du Sacré-Cœur de Jésus congrégation qui prendra ultérieurement le nom d'Ancelles (ou Servantes) du Sacré-Cœur. 
Le principal objectif de cet institut est l'Adoration du Saint-Sacrement, associé à l'éducation religieuse des filles, et à la formation spirituelle des laïcs.
Nommée en 1887 supérieure de son institut, Raphaëlle quitte cette charge six années plus tard, à la suite de dissensions, et se retire à Rome, dans la maison mère, où elle mène une vie humble et obscure jusqu'à sa mort. Elle meurt le 6 janvier 1925.

## Ancelles du Sacré-Cœur auXXIesiècle

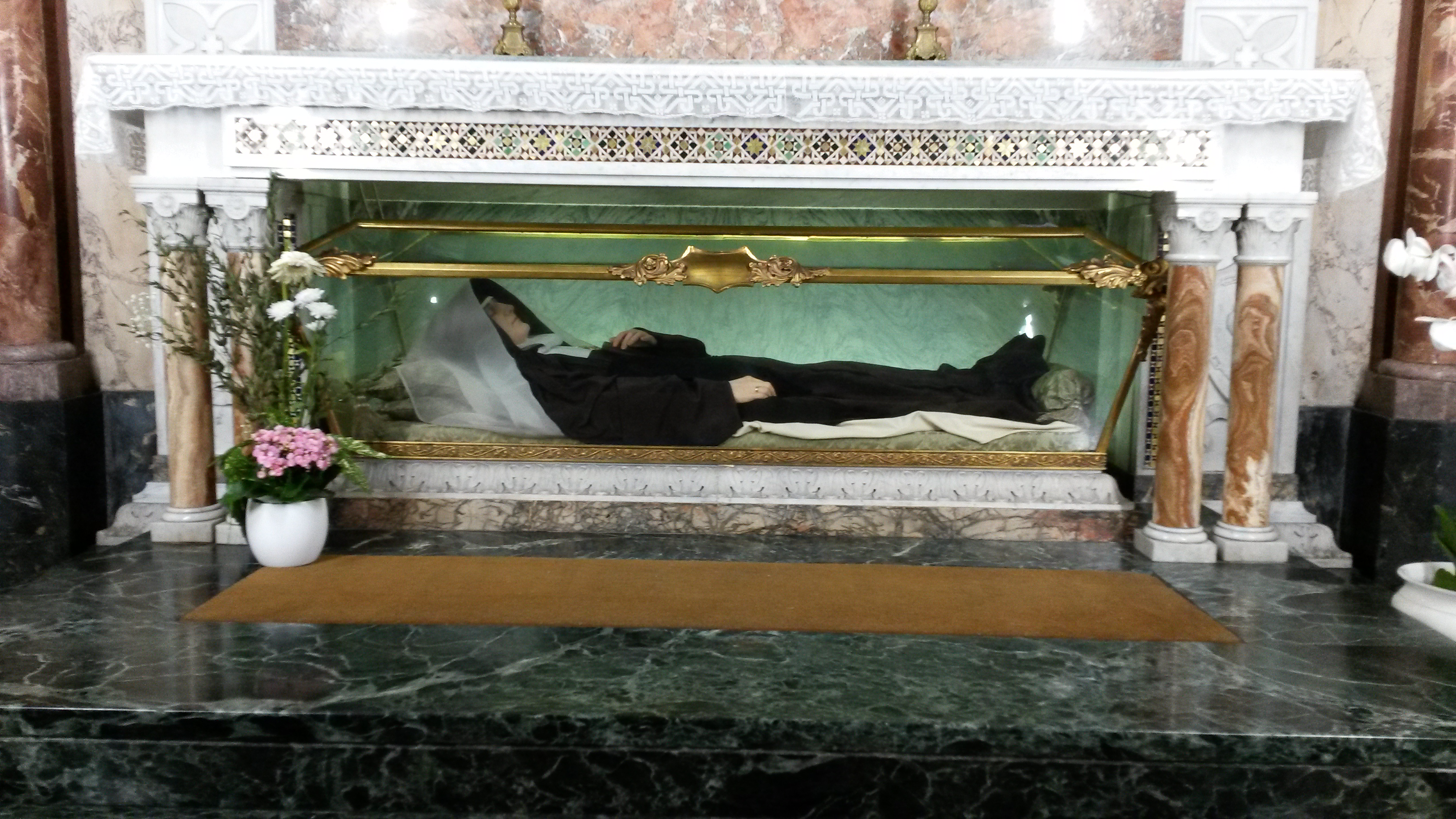
Châsse de sainte Raphaëlle Porras y Ayllon dans l'église Sacro Cuore di Gesù à Rome.

La fondation de Raphaëlle Porras y Ayllon existe au XXIe siècle dans de nombreux pays du monde : Europe, Amérique du Nord et du Sud, Afrique, etc. Elle est à l'origine d'écoles, de centres de spiritualité et de mission, pour l'éducation de la foi par la catéchèse.
La maison mère est à Rome (Largo dei Monti Parioli) et l'antenne française est à Paris, avenue Bosquet.

## Béatification - canonisation - fête
Raphaëlle Porras y Ayllon a été béatifiée le 18 mai 1952 à Rome par le Pape Pie XII puis canonisée le 23 janvier 1977 à Rome par le Pape Paul VI.
Liturgiquement, on célèbre sa fête le 6 janvier.

## Sources et références
- Osservatore Romano
- Documentation Catholique : 1952 col.1333-1336  -  1977 p. 203